# Серпентинит
Серпентинити су метаморфне стене које настају процесом аутометаморфозе перидотита. Аутометаморфоза је процес метаморфозе стене остатком сопственог растопа, чија је температура око 400°C. 
Серпентинити су стене које се најчешће јављају у великим масама. Масивне су текстуре, мада могу бити и шкриљаве, када их називамо серпентинским шкриљцима. Ове стене су обично јако испуцале и испресецане жицама хризотила, азбеста и других секундарних материјала. 
Изграђени су од серпентина, који показује мрежасту грађу, ако је настао од оливина, или је решеткаст, када је настао од пироксена. Од споредних састојака садрже хромит, магнетит и талк. 
Зелени су, тамнозелени, или шарени.
Серпентинити су значајни као носиоци корисних минералних сировина. У њима се јављају лежишта хризотила, азбеста и магнезита. 
Као грађевински камен ове стене су неподесне, јер су јако испуцале. Само једре партије серпентинита, лепих боја, употребљавају се као декоративни камен.
Рад у серпентинитима је веома тежак. У рудницима са подземном експлоатацијом и тунелима серпентинити, услед процеса серпентинизације, повећавају своју запремину, услед чега се дробе и ломе, при чему отежавају експлоатацију у самом руднику и представљају велику опасност за рударе. 
У нашој земљи ове стене су веома распрострањене. Углавном су јурске, ређе палеозојске старости (у источној Србији). Највеће масе серпентинита налазе се на Маљену и Златибору. 